# 范世亮
范世亮（？—？），蘇州長洲縣（今江蘇省蘇州市）人。北宋宋仁宗趙禎其間進士。其父為北宋侍御史范師道，范世亮有一兄弟范世京為北宋秀州海鹽縣知縣，同為進士。